# Телезе Терме
Телѐзе Тѐрме (на италиански: Telese Terme, на местен диалект обикновено само Telese, Телезе) е градче и община в Южна Италия, провинция Беневенто, регион Кампания. Разположено е на 55 m надморска височина. Населението на общината е 7028 души (към 2010 г.).